# Zamach stanu w Japonii (1945)
Zamach stanu w Japonii, znany też jako incydent Kyūjō (jap. 宮城事件, Kyūjō Jiken) – próba wojskowego zamachu stanu w Cesarstwie Japonii pod koniec II wojny światowej. Miała miejsce w nocy z 14 na 15 sierpnia 1945 roku, tuż przed ogłoszeniem kapitulacji Japonii. Próbę zamachu stanu podjęło Biuro Sztabowe Ministerstwa Wojny Japonii i wielu członków Gwardii Cesarskiej, chcąc powstrzymać decyzję o ogłoszeniu kapitulacji.
Oficerowie zamordowali gen. por. Takeshi Mori z 1 Dywizji Gwardii Cesarskiej i próbowali sfałszować rozkaz zezwalający na zajęcie Pałacu Cesarskiego w Tokio. Planowali umieścić cesarza Hirohito w areszcie domowym, wykorzystując do tego celu 2 Brygadę Piechoty Gwardii Cesarskiej. Nie udało im się jednak przekonać Armii Okręgu Wschodniego i dowództwa Cesarskiej Armii Japońskiej do kontynuowania akcji. Z powodu niepowodzenia w przekonaniu pozostałych armii do obalenia cesarza, przywódcy puczu popełnili samobójstwo. W rezultacie komunikat o zamiarze kapitulacji Japonii został ogłoszony zgodnie z planem.

## Tło

### Decyzja o przyjęciu Deklaracji Poczdamskiej
26 lipca 1945 roku (czasu berlińskiego) uczestnicy konferencji poczdamskiej wydali deklarację w sprawie warunków kapitulacji Japonii. Kiedy deklaracja poczdamska została odebrana w Japonii na falach krótkich, minister spraw zagranicznych Shigenori Tōgō przekazał jej kopię cesarzowi Japonii, Hirohito. Po omówieniu deklaracji punkt po punkcie cesarz zapytał Tōgō, czy warunki te „są najbardziej rozsądnymi, jakich można się spodziewać w danych okolicznościach”. Tōgō odpowiedział, że tak. Cesarz odparł: „Zgadzam się. W zasadzie są do przyjęcia”. Jednak pod koniec lipca pozostali ministrowie nie byli gotowi zaakceptować deklaracji.
9 sierpnia 1945 roku rząd japoński, odpowiadając na ataki atomowe na Hiroszimę i Nagasaki, wypowiedzenie wojny przez Związek Radziecki i faktyczną utratę większości podbitych obszarów Pacyfiku i Azji kontynentalnej, postanowił przyjąć deklarację poczdamską. Tego samego dnia Najwyższa Rada ds. Kierownictwa Wojny otworzyła obrady przed japońskim dworem cesarskim. Podczas obrad premier Kantarō Suzuki, minister marynarki Mitsumasa Yonai i minister spraw zagranicznych Shigenori Tōgō zasugerowali Hirohito, aby Japończycy przyjęli deklarację poczdamską i bezwarunkowo się poddali.
Po zamknięciu sesji w schronie przeciwlotniczym Suzuki ponownie zwołał Najwyższą Radę ds. Kierownictwa Wojny, tym razem jako Konferencję Cesarską, w której uczestniczył cesarz Hirohito. Po północy 10 sierpnia konferencja zebrała się w podziemnym schronie. Hirohito zgodził się z opinią Tōgō, co zaowocowało przyjęciem deklaracji poczdamskiej.

### Agitacja w armii

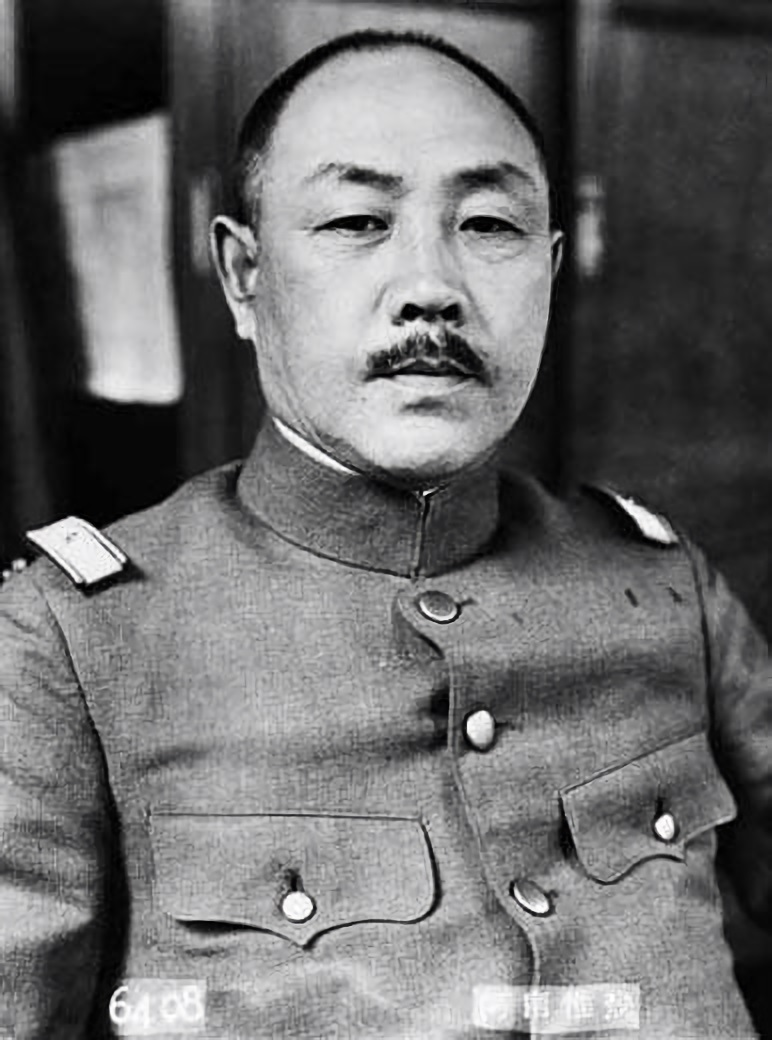
Gen. Korechika Anami, minister wojny. Kluczowy członek dowództwa armii, którego spiskowcy próbowali pozyskać

Ministerstwo wojny znało ustalenia konferencji poczdamskiej, co wywołało gwałtowną reakcję wielu oficerów, którzy zamierzali dalej prowadzić wojnę. O godzinie 9.00 rano, podczas sesji w Ministerstwie Wojny, oficerowie sztabowi złożyli skargę ministrowi Korechika Anami, a nie wszyscy z nich wzięli sobie do serca wyjaśnienia Anamiego. Po północy 12 sierpnia stacja radiowa w San Francisco (KGEI) przekazała odpowiedź aliantów, w której pojawiła się sugestia, że alianci postanowili, wbrew żądaniu zachowania Kokutai wysuniętemu przez cesarski rząd japoński, że suwerenność rządu japońskiego i cesarza zostanie podporządkowana kwaterze głównej aliantów, wojskowemu systemowi władzy okupacyjnej, który został już wcześniej zastosowany wobec upadłej Rzeszy Niemieckiej. Ministerstwo Spraw Zagranicznych zinterpretowało to zdanie jako ograniczenie suwerenności, ale japońska armia odebrała je bardziej jako zniewolenie. Od godziny 3:00 uczestnicy rady z dworem cesarskim zasadniczo zgodzili się na kapitulację Japonii, jednak rada gabinetowa, która miała się odbyć w tym samym czasie, nie wyraziła na to zgody. Ponadto Najwyższa Rada ds. Kierownictwa Wojny zmagała się z problemem ochrony Kokutai. Po tych obradach niektórzy oficerowie armii uznali, że w celu ochrony Kokutai potrzebny jest zamach stanu. W tym czasie główna grupa tych oficerów przygotowała już wojska w Tokio (兵力使用計画, heiryoku shiyō keikaku, dosłownie „plan użycia sił zbrojnych”).
Późnym wieczorem 12 sierpnia 1945 roku major Kenji Hatanaka wraz z podpułkownikami Masataką Idą, Masahiko Takeshitą (szwagrem Anamiego) i Masao Inabą oraz pułkownikiem Okikatsu Arao, szefem Wydziału Spraw Wojskowych, rozmawiał z ministrem wojny Korechiką Anamim (ministrem armii i „najpotężniejszą postacią w Japonii oprócz samego cesarza”) i poprosił go, aby ten zrobił wszystko, co w jego mocy, żeby zapobiec przyjęciu deklaracji poczdamskiej. Generał Anami odmówił odpowiedzi na pytanie, czy nakłoni młodych oficerów do uczestnictwa w przewrocie. Choć potrzebowali jego wsparcia, Hatanaka i inni rebelianci uznali, że nie mają innego wyjścia, jak kontynuować akcję i samodzielnie dokonać zamachu stanu. Hatanaka spędził większość dnia 13 sierpnia i poranek 14 sierpnia na zbieraniu sojuszników, szukaniu wsparcia u wyższych rangą urzędników ministerstwa i udoskonalaniu swojego planu
Krótko po konferencji cesarskiej w nocy z 13 na 14 sierpnia, na której ostatecznie podjęto decyzję o kapitulacji, Anami odbył dwie rozmowy, w których wyraził sprzeciw wobec kapitulacji. Zapytał Yoshijirō Umezu, szefa sztabu generalnego armii, czy „wojna powinna być kontynuowana nawet ryzykując zamach stanu”, na co Umezu odpowiedział: „Teraz nie możemy nic zrobić, tylko zastosować się do decyzji cesarza”. Następnie Anami porozmawiał z pułkownikiem Saburo Hayashim w toalecie i zapytał o „możliwość zaatakowania dużego amerykańskiego konwoju, o którym plotkowano, że znajduje się w okolicach Tokio”. Hayashi odrzucił sugestię Anamiego, potwierdzając decyzję cesarza, jednocześnie zauważając, że obecność konwoju była tylko plotką. W końcu jego szwagier, ppłk Masahiko Takeshita skonfrontował się z Anamim, najpierw sugerując, aby Anami zrezygnował, co obaliłoby rząd; a następnie sugerując, aby poparł zamach stanu. Na pierwsze pytanie Anami odpowiedział, że upadek rządu nie zatrzyma edyktu cesarskiego, podczas gdy na drugie odpowiedział, że najpierw chce udać się do Ministerstwa Armii.
W Ministerstwie Armii Anami ogłosił podporządkowanie się edyktowi cesarskiemu. Następnie grupa wyższych oficerów armii, w tym Anami, zebrała się w pobliskim pokoju. Wszyscy obecni byli zaniepokojeni możliwością zamachu stanu, który miałby zapobiec kapitulacji — niektórzy z obecnych mogli nawet rozważać jego przeprowadzenie. Po chwili milczenia gen. Torashirō Kawabe, zastępca szefa Sztabu Generalnego Cesarskiej Armii Japońskiej, zaproponował, aby wszyscy obecni wyżsi oficerowie podpisali deklarację wykonania rozkazu kapitulacji wydanego przez cesarza — „Armia będzie działać zgodnie z decyzją cesarską do końca”. Wiceminister wojny Tadaichi Wakamatsu również był obecny na spotkaniu i pomógł w sporządzeniu dokumentu. Podpisali go wszyscy najważniejsi obecni tam oficerowie. Sygnatariuszami byli minister wojny Anami, szef Sztabu Generalnego Armii Umezu, dowódca 1 Armii Generalnej marsz. Hajime Sugiyama, dowódca 2 Armii Generalnej marsz. Shunroku Hata i Generalny Inspektor Szkolenia Wojskowego Kenji Doihara. Kiedy Umezu wyraził obawy, że jednostki lotnicze mogą powodować problemy, Wakamatsu udał się do sąsiedniej Kwatery Głównej Lotniczej Armii Generalnej, gdzie podpisał ją również jej dowódca, Masakazu Kawabe (brat Torashirō). To pisemne porozumienie najwyższych rangą oficerów w Armii, obok deklaracji Anamiego, działało jako potężna zapora przeciwko wszelkim próbom podżegania do zamachu stanu w Tokio.

## Próba zamachu stanu

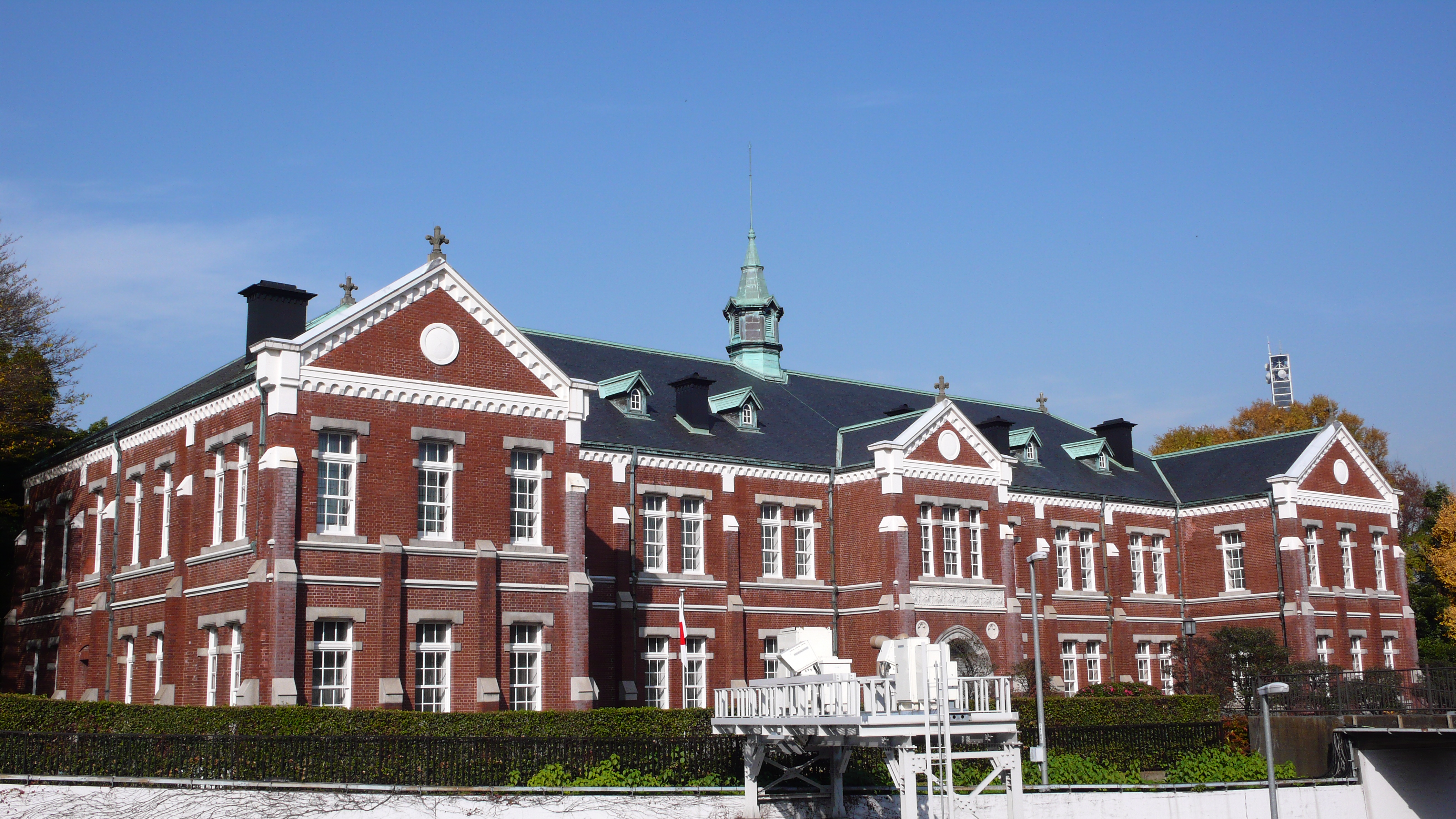
Dawna kwatera główna Gwardii Cesarskiej (obecnie Narodowa Galeria Rzemiosła)

Około godz. 21:30 14 sierpnia rebelianci Hatanaki wprowadzili swój plan w życie. Pułk 1 Dywizji Gwardii Cesarskiej wkroczył na teren pałacu, podwajając siłę batalionu już tam stacjonującego, prawdopodobnie w celu zapewnienia dodatkowej ochrony przed rebelią Hatanakiego. Ale Hatanaka, wraz z podpułkownikiem Jirō Shiizaki, przekonali dowódcę 2 Pułku, pułkownika Toyojirō Hagę, do swojej sprawy, mówiąc mu nieprawdę, że Anami, Umezu i dowódcy Dywizji Armii Okręgu Wschodniego i Gwardii Cesarskiej byli wtajemniczeni w plan. Hatanaka udał się również do biura generała Shizuichi Tanakiego, dowódcy Dywizji Wschodniego Okręgu Armii, aby spróbować przekonać go do przyłączenia się do zamachu stanu. Tanaka odmówił i nakazał Hatanace powrót do domu. Hatanaka zignorował ten rozkaz.
Początkowo Hatanaka miał nadzieję, że samo zajęcie pałacu i rozpoczęcie rebelii zainspiruje resztę armii do sprzeciwienia się decyzji o kapitulacji. Ta myśl kierowała nim przez większość jego ostatnich dni i dała mu ślepą wiarę potrzebną do tego, aby kontynuować plan, pomimo niewielkiego wsparcia ze strony przełożonych. Po ustawieniu wszystkich oddziałów na miejscu, Hatanaka i jego współspiskowcy postanowili, że Gwardia przejmie pałac o godz. 2:00. Godziny spędzone do tego czasu upłynęły na ciągłych próbach przekonania swoich przełożonych w armii do przyłączenia się do zamachu stanu. Mniej więcej w tym samym czasie generał Anami popełnił samobójstwo, pozostawiając wiadomość, która brzmiała: „Ja — swoją śmiercią — pokornie przepraszam Cesarza za wielką zbrodnię”. Nie jest jasne, czy „zbrodnia” w tym kontekście oznaczała przegraną wojnę, zamach stanu, czy jedno i drugie.

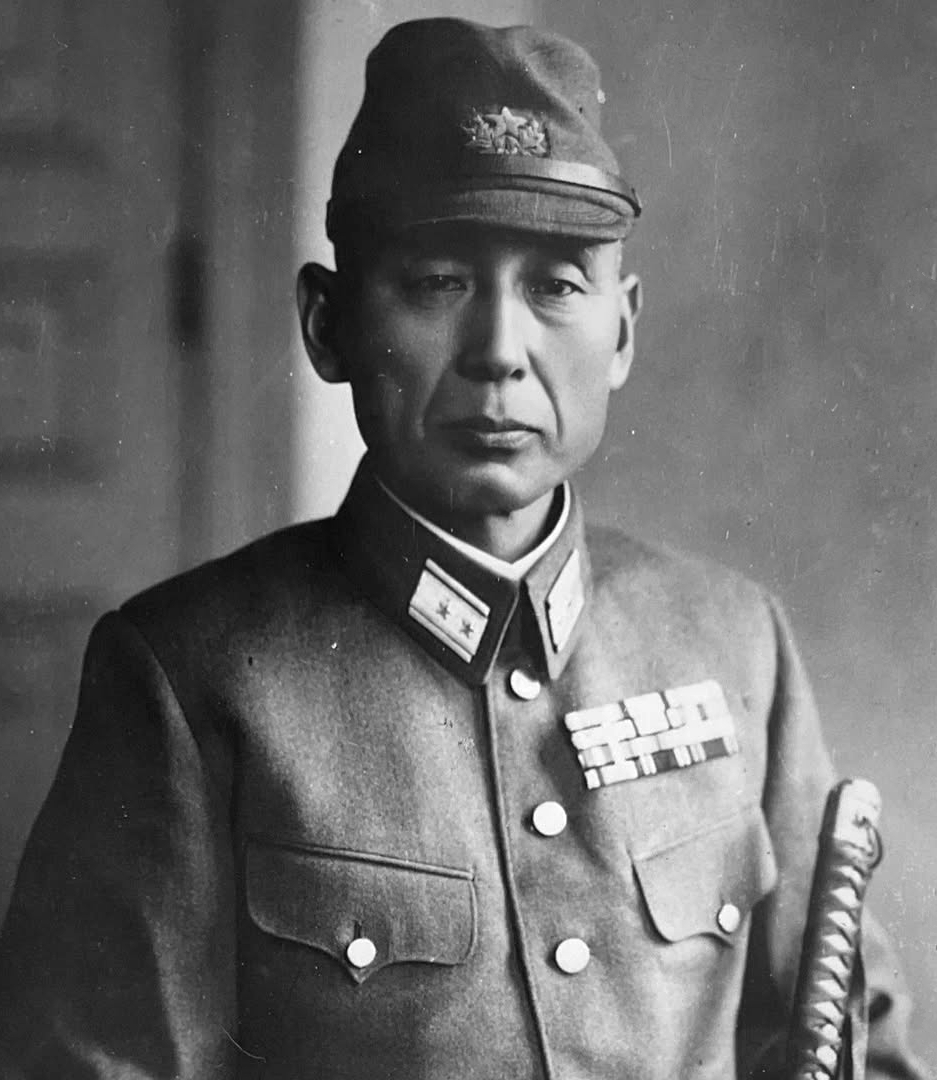
Gen. Takeshi Mori, dowódca 1 Dywizji Gwardii Cesarskiej

Jakiś czas po 1:00 Hatanaka i jego ludzie otoczyli pałac. Hatanaka, Shiizaki, Ida i kapitan Shigetarō Uehara (z Akademii Sił Powietrznych) udali się do biura gen. por. Takeshi Moriego, aby poprosić go o przyłączenie się do zamachu stanu. Mori był na spotkaniu ze swoim szwagrem, Michinori Shiraishim. Współpraca Moriego jako dowódcy 1 Dywizji Gwardii Cesarskiej, była kluczowa. Kiedy Mori odmówił opowiedzenia się po stronie puczystów, Hatanaka go zamordował, obawiając się, że Mori rozkaże Gwardii powstrzymać rebelię. Chwilę po tym Uehara zabił Shiraishiego. Były to jedyne ofiary śmiertelne zamachu tej nocy. Hatanaka użył następnie oficjalnej pieczęci generała Moriego, aby autoryzować Strategiczny Rozkaz Dywizji Gwardii Cesarskiej nr 584, fałszywy zestaw rozkazów stworzony przez jego współspiskowców, który znacznie zwiększyłby siłę oddziałów okupujących Pałac Cesarski i Ministerstwo Dworu Cesarskiego oraz „ochronę”, czyli przetrzymujących cesarza.
Policja pałacowa została rozbrojona, a wszystkie wejścia zablokowane. W ciągu nocy rebelianci Hatanakiego schwytali i zatrzymali osiemnaście osób, w tym pracowników ministerstwa i stacji radiowej NHK wysłanych w celu nagrania przemówienia kapitulacyjnego.
Rebelianci, dowodzeni przez Hatanakę, spędzili następne kilka godzin na bezowocnych poszukiwaniach ministra dworu cesarskiego Sōtarō Ishiwaty, Pana Tajnej Pieczęci Kōichi Kido i nagrań przemówienia kapitulacyjnego. Obaj mężczyźni ukrywali się w „skarbcu bankowym”, dużej komnacie pod Pałacem Cesarskim. Poszukiwania utrudniała awaria zasilania wskutek amerykańskich bombardowań oraz archaiczna organizacja i układ pomieszczeń Ministerstwa Domu Cesarskiego. Wiele nazw pomieszczeń było dla rebeliantów niezrozumiałych, ponieważ były zapisane starą, archaiczną, dworską japońszczyzną nieużywaną na co dzień w XX wieku. Rebelianci znaleźli jednak szambelana Yoshihiro Tokugawę. Chociaż Hatanaka groził, że rozpruje go mieczem samurajskim, Tokugawa skłamał i powiedział im, że nie wie, gdzie są nagrania ani poszukiwani mężczyźni. Podczas poszukiwań rebelianci przecięli niemal wszystkie przewody telefoniczne, przerywając komunikację między więźniami na terenie pałacu a światem zewnętrznym.
W tym samym czasie w Jokohamie, w prefekturze Kanagawa, inna grupa rebeliantów pod wodzą kapitana Takeo Sasakiego udała się do biura premiera Suzukiego, zamierzając go zabić. Kiedy zastali je puste, ostrzelali je z karabinu maszynowego i podpalili budynek, po czym udali się do jego domu. Główny sekretarz gabinetu Hisatsune Sakomizu ostrzegł Suzukiego, który uciekł kilka minut przed przybyciem potencjalnych zabójców. Po podpaleniu domu Suzukiego puczyści udali się do posiadłości Kiichirō Hiranumy, aby go zabić. Hiranuma uciekł przez boczną bramę, a rebelianci spalili również jego dom. Suzuki spędził resztę sierpnia pod ochroną policji, spędzając każdą noc w innym łóżku.
Około 3:00 nad ranem Hatanaka został poinformowany przez podpułkownika Masatakę Idę, że Armia Dystryktu Wschodniego zmierza do pałacu, aby go powstrzymać, i że powinien się poddać. W końcu, widząc, że jego plan się rozpada, Hatanaka błagał Tatsuhiko Takashimę, szefa sztabu Armii Dystryktu Wschodniego, aby dał mu co najmniej dziesięć minut na antenie radia NHK, by mógł wyjaśnić ludziom w Japonii, co próbuje osiągnąć i dlaczego. Odmówiono mu. Pułkownik Haga, dowódca 2 Pułku 1 Dywizji Gwardii Cesarskiej, odkrył, że armia nie popiera rebelii i nakazał Hatanace opuszczenie terenu pałacu.

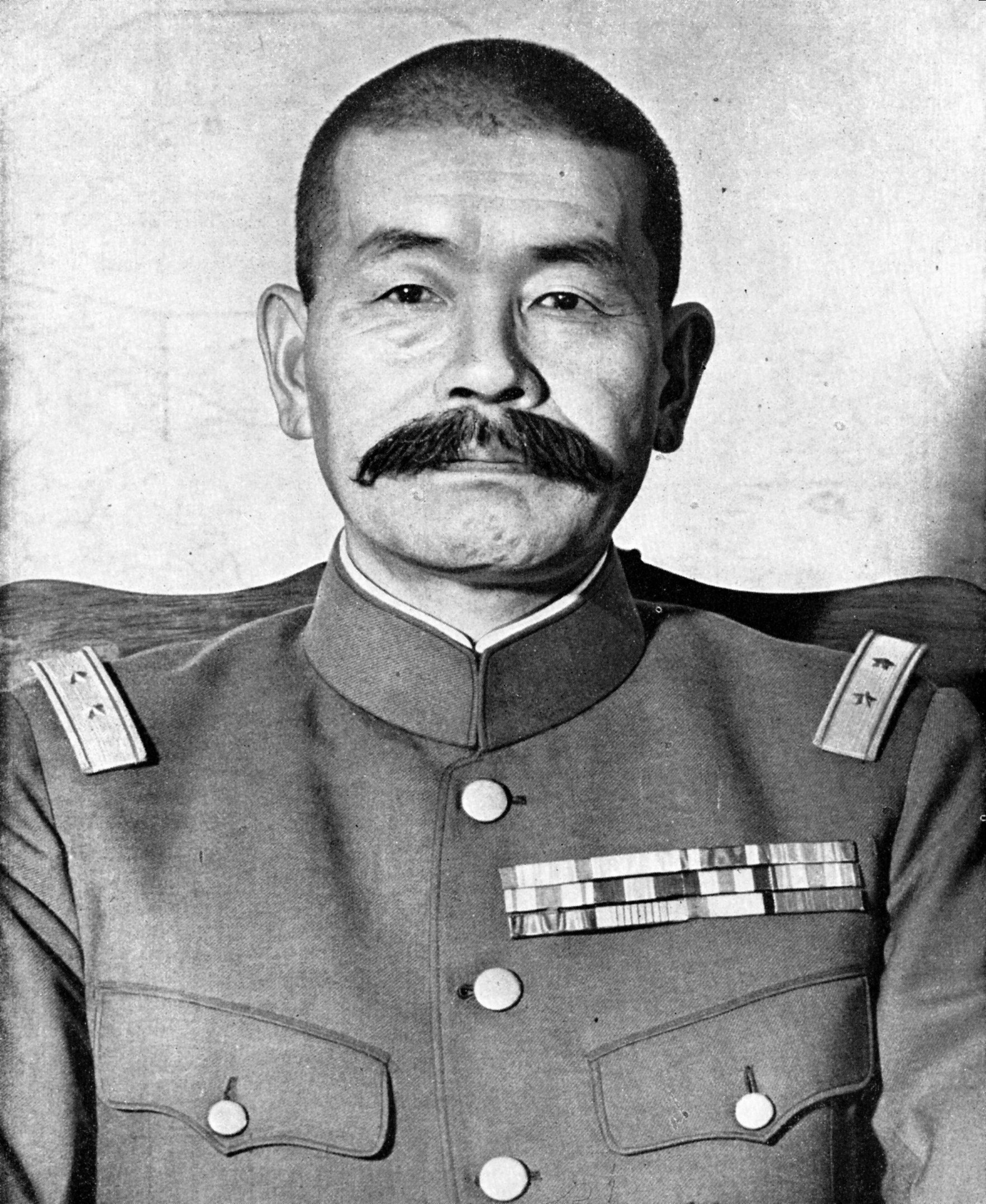
Zamach stanu upadł, gdy Shizuichi Tanaka przekonał zbuntowanych oficerów, aby rozeszli się do domów. Sam popełnił samobójstwo dziewięć dni później

Tuż przed godziną 5:00, gdy rebelianci kontynuowali przeszukiwania pałacu, major Hatanaka udał się do studiów NHK i wymachując pistoletem, rozpaczliwie próbował uzyskać trochę czasu antenowego, aby wyjaśnić swoje działania. Nieco ponad godzinę później, po otrzymaniu telefonu od Armii Dystryktu Wschodniego, Hatanaka w końcu się poddał. Zebrał swoich oficerów i wyszedł ze studia NHK.
O świcie Tanaka dowiedział się, że pałac został zaatakowany. Udał się tam osobiście i skonfrontował się z buntownikami, ganiąc ich za działanie wbrew duchowi japońskiej armii. Przekonał ich, aby wrócili do koszar. Do godziny 8:00 rebelia została całkowicie zduszona, puczystom udało się co prawda utrzymać teren pałacu przez większą część nocy, ale nie udało im się znaleźć nagrań.
Hatanaka na motocyklu i Shiizaki na koniu przejechali ulicami Tokio, rozrzucając ulotki, które wyjaśniały ich motywy i działania. Na godzinę przed transmisją orędzia kapitulacyjnego cesarza, około godziny 11:00 15 sierpnia, Hatanaka przyłożył pistolet do czoła i zastrzelił się. Shiizaki dźgnął się sztyletem, a następnie zastrzelił się. W kieszeni Hatanakiego znajdowała się jego ostatnia wiadomość: „Nie mam już czego żałować, skoro ciemne chmury zniknęły znad panowania cesarza”.